# Museu del Rock
El Museu del Rock va ser un museu dedicat a la història de la música rock, des del seu naixement a la dècada del 1950 fins a l'actualitat. Estava situat a la quarta planta del Centre Comercial les Arenes, a la plaça d'Espanya de Barcelona.

## Història
Es tractava d'un projecte iniciat pel periodista i crític musical Jordi Tardà i fou considerat el primer museu dedicat al rock d'Europa, visitable des del 25 de març de 2011 i inaugurat l'1 d'abril del mateix any. F.
El febrer de 2012, menys d'un any després de la seva inauguració, Metrovacesa va decidir no continuar amb el projecte, presentant un concurs de creditors, malgrat el seu compromis de fer front als deutes que generava el projecte durant els primers anys.

## Museu
La col·lecció comprenia uns 50.000 documents, on es podia trobar des de peces d'àudio fins a rareses musicals o vídeos musicals.
El museu disposava d'un auditori, d'un restaurant propi i un petit escenari on els visitants podien fer playback davant d'una videoprojecció on es veien uns fans que l'animaven. També disposava d'una sala dedicada a cada època del rock, amb una sala especial dedicada a la història dels Rolling Stones i una altra dedicada als Beatles, així com d'un espai dedicat a analitzar la història del rock espanyol i del rock català.